# ヌカート・アル・ハムス県
ヌカート・アル・ハムス県（ヌカート・アル・ハムスけん、アラビア語: النقاط الخمس、Nuqāṭ al Ḫams）は、リビア北西部のトリポリタニアに位置する県。県都はズワーラ。2007年の行政区画の再編で、面積が縮小した。

## 隣接県
西でチュニジアのメドニン県と、南西でナールート県と、南東でジャバル・アル・ガルビ県と、東でザーウィヤ県と隣接する。北は地中海に臨む。

## 以前の行政区画

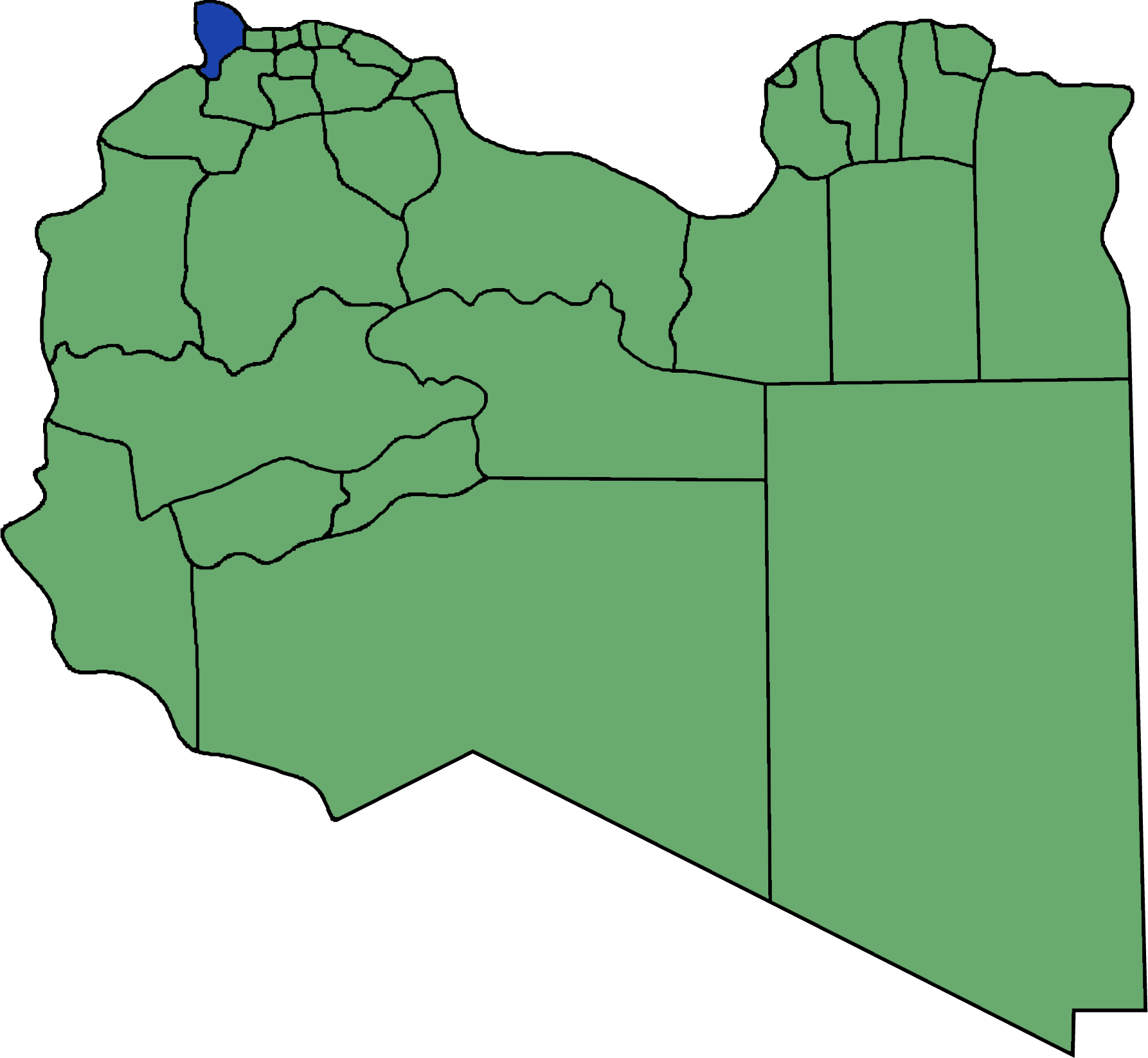
2007年以前のヌカート・アル・ハムス県